# Bracon ater
Bracon ater är en stekelart som beskrevs av Christian Gottfried Daniel Nees von Esenbeck 1811. Bracon ater ingår i släktet Bracon och familjen bracksteklar. Inga underarter finns listade.